# 凱文·麥克基德
凱文·麥克基德（英語：Kevin McKidd，1973年8月9日—）是蘇格蘭的一位演員。他在蘇格蘭出生長大，曾經就讀於愛丁堡大學。他出演過眾多電視劇和電影。

## 出演作品

### 電視劇
- 2005:《實習醫生格雷》飾演 歐文·杭特（Owen Hunt）
- 2005:《羅馬的榮耀》飾演 陸西亞·弗羅納斯（Lucius Vorenus）

### 電影
- 1996:《猜火車》飾演 湯米·麥可肯基（Tommy MacKenzie）
- 2010:《波西傑克森：神火之賊》飾演 波賽頓（Poseidon）
- 2024:《爱情，到此为止》飾演 安德鲁·布鲁姆（Andrew Bloom）

## 外部連結
- 官方网站
- 凱文·麥克基德在互联网电影资料库（IMDb）上的資料（英文）
- 凱文·麥克基德 在英國電影協會的Screenonline